# Єреванська міжнародна школа QSI
Єреванська міжнародна школа «Якісні міжнародні школи» (англ. QSI International School of Yerevan (QSIY), вірм. QSI միջազգային դպրոց (Երևան)) — міжнародна школа, яка є однією з міжнародних шкіл, що входять до групи Якісні міжнародні школи (англ. Quality Schools International — «QSI»), і у складі цієї групи є членом Центральної та східної асоціації європейських шкіл, (англ. Central and Eastern European Schools Association — «ceesa»). Школа перебуває під опікою «Управління міжнародними школами» Державного департаменту США, яке рекомендує цю школу для здобуття середньої освіти дітьми чи утриманцями громадян США, що тимчасово перебувають чи проживають на території Вірменії. Школа є зареєстрованим на території Вірменії іноземним навчальним закладом, із навчанням за американською шкільною програмою.
У школі навчається до 150 учнів віком від 3 до 18 років, починаючи від дитячого садочка, і до випускних класів. Більшість учнів - це діти громадян США та інших країн, які проживають у Вірменії. Станом на 2019-2020 у школі навчалося 134 учні, 54 з яких — діти громадян США, 51 — діти іноземців та 29 — діти громадян Вірменії.

## Коротка історія
Школу було відкрито у 1995 році для дітей працівників посольств і бізнесменів, які на той час працювали в Єревані на постійній основі чи тимчасово. Школа пропонувала своїм учням стандартну американську освітню програму. Навчання проводилося англійською. Наразі у школі навчаються також діти громадян Вірменії, які бажають отримати стандартну американську чи міжнародну освіту.
7 січня 2000 школу та її освітні програми було акредитовано Асоціацією коледжів та шкіл Середніх Штатів (англ. Middle States Association of Colleges and Schools — «M.S.A.»).
Після створення школа змінювала місце розташування і у 2011 переїхала у новозбудований навчальний корпус біля шосе Аштарак поблизу мікрорайону Вахакні.
У 2015-2016 навчальному році програму північноамериканських шкіл «Advanced Placement» було доповнено програмою «Advanced Placement Capstone», перші дипломи за якою отримали випускники 2017-го року.
На 2020 рік заплановано будівництво власного спортивного комплексу із гімнастичною залою та баскетбольним майданчиком.

## Освітні програми
У школі від початку створення і наразі пропонуються стандартні американські освітні програми «Advanced Placement» та «Advanced Placement Capstone»:
- Програма «Advanced Placement» (AP) — стандартна освітня програма для учнів старших класів США та Канади (до 2015).
- Програми «Advanced Placement Capstone» (AP Capstone) — розширена освітня програма для учнів старших класів США та Канади, до якої увійшли нові дисципліни (починаючи з 2015).

Програма передбачає вивчення учнями випускних класів шести навчальних дисциплін на різних рівнях складності, які учні можуть обирати, виходячи з того, у якому вищому навчальному закладі планують продовжувати навчатися. Кількість дисциплін, які учні можуть вибирати і вивчати у школі очно, обмежена, однак, значно більша кількість дисциплін, які б учні бажали обрати, є доступними у системі дистанційної освіти «Віртуальна школа QSI» (англ. «QSI Virtual School (QVS)»). Бали, здобуті за цими програмами, розглядаються як залікові кредити і враховуються під час вступу до вищих навчальних закладів США та Канади.

## Опис
Школа розташована практично у приміській зоні на ландшафтному урочищі поблизу шосе Аштарак. У приміщенні 20 навчальних класів, кожен з яких обладнаний інтерактивною шкільною дошкою, технологічна та наукова лабораторії, спеціалізовані класи для занять образотворчим мистецтвом, музикою, сценічно-театральним мистецтвом. У приміщенні школи також є кухня та їдальня/кафетерій для учнів і педагогічних працівників. Гордістю школи є автоматизована шкільна бібліотека, у фонді якої нараховується 12 000 томів, і який щороку поповнюється.
Школа має власний стадіон, на якому футбольне поле для старшокласників легко може бути трансформоване у два міні-футбольних поля для учнів молодших класів чи у поля для інших видів спорту. Також, є спортивний майданчик з баскетбольним майданчиком, ігрові майданчики для дитячого садочку та учнів молодших класів. У холодну пору року учні користуються спортивними спорудами місцевого відділення Червоного Хреста, розташованими неподалік.
Школа забезпечує щоденну доставку школярів, що проживають як у Єревані, так і у його околицях, за принципом «від дверей — до дверей» мікроавтобусами. Навчання проводяться за п'ятиднівкою і тривають: 
- для дитячого садочка — з 8:15 до 16:15;
- для школи — з 8:15 до 15:30.

Додаткові заняття проводяться з 15:30 до 16:15 щодня, окрім п'ятниці.
Навчальний рік розбитий на три триместри:
- 1-ий — з 22 серпня по 13 грудня;
- 2-ий — з 7 січня по 20 березня;
- 3-ій — з 23 березня по 10 червня;